# دخانية (نبات)
الدخانية[بحاجة لمصدر] أو عُشبة الدخان أو الفُومانة (الاسم العلمي: Fumana) هي جنس نباتي يتبع الفصيلة القريضية من رتبة الخبازيات. 
يضم جنس الدخانية 57 من الأنواع والضروب والفئات والسلالات والأصناف المستولدة.

## من أنواعها الوطنة في الوطن العربي
- دخانية خلنجانية (باللاتينية: Fumana ericoides) في بلاد الشام
- دخانية زعترية (باللاتينية: Fumana thymifolia) في بلاد الشام
- دخانية عربية (باللاتينية: Fumana arabica) في بلاد الشام
- دخانية قليلة البذور (باللاتينية: Fumana oligosperma) في بلاد الشام
- دخانية مفترشة (باللاتينية: Fumana procumbens) في بلاد الشام

## قائمة أنواع الدخانية
هناك 20 أسماً مقبولاً لأنواع نبات الدخانية
- دخانية عربية (الاسم العلمي: Fumana arabica)
- دخانية إبرية الورق (الاسم العلمي: Fumana aciphylla)
- دخانية بونابرتية (الاسم العلمي: Fumana bonapartei)
- دخانية كبيرة الزهر (الاسم العلمي: Fumana grandiflora)
- دخانية خلنجية (الاسم العلمي: Fumana ericifolia)
- دخانية خلنجانية (الاسم العلمي: Fumana ericoides)
- دخانية عرعرية (الاسم العلمي: Fumana juniperina)
- دخانية ناعمة الجذع (الاسم العلمي: Fumana laevipes)
- دخانية ملساء (الاسم العلمي: Fumana laevis)
- دخانية قليلة البذور (الاسم العلمي: Fumana oligosperma)
- دخانية بافلاغونية (الاسم العلمي: Fumana paphlagonica)
- دخانية مفترشة (الاسم العلمي: Fumana procumbens)
- دخانية مكنسية (الاسم العلمي: Fumana scoparia)
- دخانية زعترية (الاسم العلمي: Fumana thymifolia)
- دخانية ثلاثية البذور (الاسم العلمي: Fumana trisperma)
- دخانية ألبية (الاسم العلمي: Fumana vulgaris f. Alpina)
- دخانية شجيرية (الاسم العلمي: Fumana arbuscula)
- دخانية هيودي الهجينة (الاسم العلمي: Fumana × heywoodii)
- دخانية فنقيرية (الاسم العلمي: Fumana fontqueri)